# Вімблдонський турнір 1988
Вімблдонський турнір 1988 проходив з 20 червня по 4 липня 1988 року на кортах Всеанглійського клубу лаун-тенісу і крокету в передмісті Лондона Вімблдоні. Це був 102-ий Вімблдонський чемпіонат, а також третій турнір Великого шолома з початку року. Турнір входив до програм ATP та WTA турів.

## Огляд подій та досягнень
Стефан Едберг переміг минулорічного чемпіона Бориса Беккера у фіналі, який перенесли на понеділок, бо в неділю цілий день ішов дощ. Едберг виграв свій перший Вімблдон і третій турнір Великого шолома. 
Штефі Граф теж перемогла в фіналі минулорічну чемпіонку Мартіну Навратілову й зробила третій крок до календарного великого шолома. Для Граф це була перша вімблдонська перемога та 4-ий мейджор. 
Граф здобула перемогу також у парному розряді, граючи з Габріелою Сабатіні, для якої це був перший титул Великого шолома.

## Результати фінальних матчів

### Дорослі
| Одиночний розряд. Джентльмени |                                |                         |
| Стефан Едберг                 | Борис Бекер                    | 4–6, 7–6(7–2), 6–4, 6–2 |
|                               |                                |                         |
| Одиночний розряд. Леді        |                                |                         |
| Штеффі Граф                   | Мартіна Навратілова            | 5–7, 6–2, 6–1           |
|                               |                                |                         |
| Парний розряд. Джентльмени    |                                |                         |
| Кен Флек Роберт Сегусо        | Джон Фіцджеральд Андерс Яррід  | 6–4, 2–6, 6–4, 7–6(7–3) |
|                               |                                |                         |
| Парний розряд. Леді           |                                |                         |
| Штеффі Граф Габріела Сабатіні | Лариса Савченко Наташа Звєрєва | 6–3, 1–6, 12–10         |
|                               |                                |                         |
| Мікст                         |                                |                         |
| Зіна Гаррісон Шервуд Стюарт   | Гретхен Мейджерс Келлі Джонс   | 6–1, 7–6(7–3)           |
|                               |                                |                         |

### Юніори
| Одиночний розряд. Хлопці          |                               |               |
| Ніколас Перейра                   | Гійом Рау                     | 7–6(7–4), 6–2 |
|                                   |                               |               |
| Одиночний розряд. Дівчата         |                               |               |
| Бренда Шульц                      | Еммануелль Дерлі              | 7–6(7–5), 6–1 |
|                                   |                               |               |
| Парний розряд. Хлопці             |                               |               |
| Джейсон Столтенберг Тодд Вудбрідж | Давид Рікл Томаш Анзарі       | 6–4, 1–6, 7–5 |
|                                   |                               |               |
| Парний розряд. Дівчата            |                               |               |
| Джо-Енн Фаулл Рейчел Маккіллан    | Алексія Дешом Еммануель Дерлі | 4–6, 6–2, 6–3 |
|                                   |                               |               |